# Liste des monuments historiques de Chalon-sur-Saône
Ce tableau présente la liste de tous les monuments historiques classés ou inscrits dans la ville de Chalon-sur-Saône, Saône-et-Loire, en France.

## Liste
| Monument                                                   | Adresse                                          | Coordonnées                      | Notice         | Protection     | Date      | Illustration                                              |
| ---------------------------------------------------------- | ------------------------------------------------ | -------------------------------- | -------------- | -------------- | --------- | --------------------------------------------------------- |
| Abbaye médiévale Saint-Pierre                              | 17 rue Doneau                                    | 46° 47′ 12″ nord, 4° 51′ 08″ est | « PA71000006 » | Inscrit        | 1997      | Abbaye médiévale Saint-Pierre                             |
| Abbaye Saint-Pierre                                        |                                                  | 46° 46′ 49″ nord, 4° 51′ 12″ est | « PA00113147 » | Inscrit        | 1948      | Image manquante Téléverser                                |
| Atelier de stuc Benoît                                     | rue de Traves                                    | 46° 47′ 00″ nord, 4° 51′ 46″ est | « PA71000055 » | Inscrit        | 2011      | Atelier de stuc Benoît                                    |
| Bureau des coches et des diligences Musée Nicéphore-Niépce | 26 quai des Messageries                          | 46° 46′ 49″ nord, 4° 51′ 21″ est | « PA00113148 » | Inscrit        | 1948      | Bureau des coches et des diligencesMusée Nicéphore-Niépce |
| Cathédrale Saint-Vincent                                   | Place Saint-Vincent                              | 46° 46′ 57″ nord, 4° 51′ 33″ est | « PA00113149 » | Classé         | 1903 1991 | Cathédrale Saint-Vincent                                  |
| Chapelle de la Colombière                                  | 72 rue d'Autun                                   | 46° 47′ 05″ nord, 4° 50′ 53″ est | « PA00132968 » | Classé         | 1996      | Chapelle de la Colombière                                 |
| Cloître capitulaire de Saint-Vincent                       |                                                  | 46° 46′ 56″ nord, 4° 51′ 33″ est | « PA00113151 » | Classé         | 1928      | Cloître capitulaire de Saint-Vincent                      |
| Église Saint-Pierre                                        | Place de l'Hôtel-de-Ville                        | 46° 46′ 50″ nord, 4° 51′ 10″ est | « PA00113152 » | Inscrit        | 1948      | Église Saint-Pierre                                       |
| Espace des Arts et Maison des Sports                       | 5bis avenue Nicéphore Niépce                     | 46° 46′ 45″ nord, 4° 50′ 56″ est | « PA71000064 » | Inscrit        | 2013      | Espace des Arts et Maison des Sports                      |
| Fontaine de Neptune                                        | Place de Beaune                                  | 46° 47′ 05″ nord, 4° 51′ 16″ est | « PA00113154 » | Inscrit        | 1926      | Fontaine de Neptune                                       |
| Hôpital                                                    | 7 quai de l'Hôpital                              | 46° 46′ 46″ nord, 4° 51′ 32″ est | « PA00113155 » | Inscrit        | 1932 1994 | Hôpital                                                   |
| Hôtel Chiquet                                              | 5 rue des Tonneliers                             | 46° 46′ 55″ nord, 4° 51′ 23″ est | « PA00113156 » | Inscrit        | 1948      | Hôtel Chiquet                                             |
| Hôtel de Colmont-Fusselet                                  | 24 quai des Messageries                          | 46° 46′ 49″ nord, 4° 51′ 22″ est | « PA00113157 » | Inscrit        | 1948      | Hôtel de Colmont-Fusselet                                 |
| Hôtel Denon                                                | 5 impasse Villa-Denon                            | 46° 46′ 56″ nord, 4° 51′ 17″ est | « PA71000031 » | Inscrit Classé | 2000 2010 | Hôtel Denon                                               |
| Hôtel Gaucher de Champmartin                               |                                                  | 46° 46′ 55″ nord, 4° 51′ 38″ est | « PA71000091 » | Inscrit        | 2019      | Hôtel Gaucher de Champmartin                              |
| Hôtel Noirot                                               | 8 rue des Tonneliers                             | 46° 46′ 55″ nord, 4° 51′ 22″ est | « PA00113158 » | Inscrit        | 1948      | Hôtel Noirot                                              |
| Hôtel de Sassenay                                          | 38 rue Saint-Georges                             | 46° 46′ 57″ nord, 4° 51′ 18″ est | « PA00113159 » | Inscrit        | 1948      | Hôtel de Sassenay                                         |
| Immeuble                                                   | 2 place du Châtelet                              | 46° 46′ 50″ nord, 4° 51′ 24″ est | « PA00113160 » | Inscrit        | 1948      | Immeuble                                                  |
| Immeuble                                                   | 5 rue Saint-Georges                              | 46° 46′ 53″ nord, 4° 51′ 20″ est | « PA00113161 » | Inscrit        | 1938      | Immeuble                                                  |
| Lycée Nicéphore-Niépce                                     | 141 avenue Boucicaut                             | 46° 47′ 19″ nord, 4° 50′ 07″ est | « PA71000058 » | Inscrit        | 2012      | Lycée Nicéphore-Niépce                                    |
| Maison                                                     | 12 place du Châtelet                             | 46° 46′ 52″ nord, 4° 51′ 21″ est | « PA00113164 » | Inscrit        | 1948      | Maison                                                    |
| Maison                                                     | 1 rue du Châtelet 11 rue du Pont                 | 46° 46′ 53″ nord, 4° 51′ 27″ est | « PA00113163 » | Inscrit Radié  | 1948 2017 | Maison                                                    |
| Maisons                                                    | 13 et 15 rue du Châtelet                         | 46° 46′ 53″ nord, 4° 51′ 26″ est | « PA00113165 » | Inscrit        | 1948      | Maisons                                                   |
| Maison                                                     | 27 rue du Châtelet                               | 46° 46′ 52″ nord, 4° 51′ 24″ est | « PA00113166 » | Inscrit        | 1948      | Maison                                                    |
| Maisons                                                    | 6, 8, 10 place du Cloître                        | 46° 46′ 56″ nord, 4° 51′ 35″ est | « PA00113169 » | Inscrit        | 1948      | Maisons                                                   |
| Maison                                                     | 5 rue du Cloître                                 | 46° 46′ 55″ nord, 4° 51′ 36″ est | « PA00113168 » | Inscrit        | 1948      | Maison                                                    |
| Maison                                                     | 9 rue des Cochons-de-lait                        | 46° 46′ 54″ nord, 4° 51′ 30″ est | « PA00113170 » | Inscrit Radié  | 1929 2017 | Maison                                                    |
| Maison                                                     | 25 rue aux Fèvres                                | 46° 46′ 58″ nord, 4° 51′ 27″ est | « PA00113171 » | Inscrit        | 1948      | Maison                                                    |
| Maison                                                     | 2, 2bis, 4 Grande-Rue 18 rue Saint-Vincent       | 46° 46′ 54″ nord, 4° 51′ 28″ est | « PA00113172 » | Inscrit        | 1948      | Maison                                                    |
| Maison                                                     | 30 quai des Messageries 2 place du Port-Villiers | 46° 46′ 48″ nord, 4° 51′ 19″ est | « PA00113173 » | Inscrit        | 1948      | Maison                                                    |
| Maison de la Mothe                                         | 9 rue Saint-Vincent 18 rue du Pont               | 46° 46′ 54″ nord, 4° 51′ 28″ est | « PA00113175 » | Classé         | 1941      | Maison de la Mothe                                        |
| Maison Perry                                               | 3 rue du Change                                  | 46° 46′ 52″ nord, 4° 51′ 20″ est | « PA00113162 » | Inscrit        | 1948      | Maison Perry                                              |
| Maison des Quatre Saisons                                  | 37 rue du Châtelet                               | 46° 46′ 52″ nord, 4° 51′ 23″ est | « PA00113167 » | Classé         | 1913      | Maison des Quatre Saisons                                 |
| Maison des Trois-Greniers                                  | 7 rue Saint-Vincent                              | 46° 46′ 54″ nord, 4° 51′ 29″ est | « PA00113174 » | Inscrit        | 1929 2003 | Maison des Trois-Greniers                                 |
| Monument aux morts                                         | Esplanade de la Légion d'Honneur                 | 46° 46′ 45″ nord, 4° 51′ 10″ est | « PA71000079 » | classé         | 2020      | Monument aux morts                                        |
| Moulin de la Sucrerie blanche                              | 36 quai Saint-Cosme                              | 46° 46′ 34″ nord, 4° 50′ 46″ est | « PA71000059 » | Inscrit        | 2012      | Moulin de la Sucrerie blanche                             |
| Musée Vivant-Denon                                         | 20 place de l'Hôtel-de-Ville 1 à 3 rue Boichot   | 46° 46′ 51″ nord, 4° 51′ 08″ est | « PA71000019 » | Inscrit        | 2004      | Musée Vivant-Denon                                        |
| Obélisque commémoratif                                     | Place de l'Obélisque                             | 46° 47′ 04″ nord, 4° 51′ 10″ est | « PA00113176 » | Inscrit        | 1947      | Obélisque commémoratif                                    |
| Palais épiscopal                                           | Rue de l'Évêché                                  | 46° 46′ 59″ nord, 4° 51′ 31″ est | « PA00113153 » | Inscrit        | 1997      | Palais épiscopal                                          |
| Remparts                                                   |                                                  | 46° 47′ 16″ nord, 4° 51′ 08″ est | « PA00113177 » | Classé         | 1937      | Remparts                                                  |
| Sous-préfecture                                            | Place Pontus-de-Thiard                           | 46° 46′ 58″ nord, 4° 51′ 15″ est | « PA00113178 » | Inscrit        | 1948      | Sous-préfecture                                           |
| Théâtre                                                    | 34 rue aux Fèvres                                | 46° 47′ 00″ nord, 4° 51′ 26″ est | « PA00113179 » | Inscrit        | 1995      | Théâtre                                                   |
| Tour du Beffroi                                            |                                                  | 46° 46′ 54″ nord, 4° 51′ 21″ est | « PA00113180 » | Classé         | 1923      | Tour du Beffroi                                           |
| Tour de Coco-l'ouvrier                                     | 12 impasse de la Gravière                        | 46° 46′ 52″ nord, 4° 51′ 27″ est | « PA00113181 » | Inscrit        | 1948      | Tour de Coco-l'ouvrier                                    |
| Tour du Doyenné                                            |                                                  | 46° 46′ 45″ nord, 4° 51′ 26″ est | « PA00113182 » | Inscrit        | 1948      | Tour du Doyenné                                           |
| Tour de Saudon                                             |                                                  | 46° 46′ 55″ nord, 4° 51′ 17″ est | « PA00113183 » | Inscrit        | 1948      | Tour de Saudon                                            |